# Donja Ilova
Donja Ilova (szerbül: Доња Илова), település Bosznia-Hercegovinában, a Bosanska Krajina és a Bosanska Posavina közötti átmeneti területen, Prnjavor község területén, a Szerb Köztársaságban. 

## Fekvése
Bosznia-Hercegovina északi részén, Banja Lukától légvonalban 41, közúton 66 km-re északkeletre, községközpontjától légvonalban 4, közúton 5 km-re északkeletre, a Vijaka bal oldali mellékvizétől, az Ilovától keletre fekvő dombvidéken, 142-200 méteres tengerszint feletti magasságban, a Prnjavorból Derventa és Srbac felé vezető regionális úton található. A Vijaka-folyó áthalad a falu déli határán, és egyben határt is képez Štrbac és Ilova között.

## Népessége
| Nemzetiségi csoport | Népesség 1991 | Népesség 2013 |
| ------------------- | ------------- | ------------- |
| Szerb               | 634           | 490           |
| Bosnyák             | 0             | 1             |
| Horvát              | 12            | 5             |
| Jugoszláv           | 46            | 0             |
| Egyéb               | 125           | 53            |
| Összesen            | 817           | 549           |

## Története
A falu eredeti neve Tabak Ilova volt, melyet Muhamed Tabaković török bégről kapott, aki az utolsó Bosznia-Hercegovinából eltávozott török bég volt. A Donja Ilova név az 1960-as évek közepén és az 1970-es évek elején váltotta fel a régi nevet, amelyet az indoklás szerint a könnyebb kiejtés érdekében vezettek be.
A térség 1878-ig tartozott az Oszmán Birodalomhoz, ekkor a berlini kongresszus határozata alapján az Osztrák-Magyar Monarchia része lett. 1879-ben az első osztrák-magyar népszámlálás során a Prnjavori járáshoz tartozó akkor még Ilova Tabaknak nevezett a településnek 40 háztartása és 254 ortodox lakosa volt. 1910-ben a Prnjavori járáshoz tartozó településen 56 háztartást, 334 ortodox és 10 római katolikus lakost találtak. A monarchia szétesésével 1918-ban előbb a Szerb-Horvát-Szlovén Királyság, majd 1929-től a Jugoszláv Királyság része. 1921-ben a településnek 72 háztartása és 422 lakosa volt. Az 1929-es törvény értelmében, amikor Bosznia-Hercegovinát négy banovinára, Drinskára, Vrbaskára, Zetskára és Primorskára osztották, a település a Vrbaska banovina része lett, amelynek székhelye Banja Luka volt Jugoszlávia megszállása után a Független Horvát Állam (NDH) része lett. A második világháború után a település a szocialista Jugoszláviához tartozott. A daytoni békeszerződést követő területfelosztásnál a település Prnjavor község részeként a Szerb Köztársaság területéhez került.

## Nevezetességei
- Grčko Greblje - késő középkori temető maradványai az Ukrina és mellékvize a Vijaka völgye feletti magaslaton. A legrégebbi emlékek a lelőhely nyugati szélén, egy kisebb kiemelkedésen találhatók, amely egy mesterséges halom is lehet. Itt található két késő középkori sírkő.[7]